# Ancienne Sambre
Pour les articles homonymes, voir Morteau.
L'Ancienne Sambre ou Morteau est un cours d'eau d'une longueur de 23 km, situé en France. Il constituait le haut cours de la Sambre, prenant sa source dans le bois de Nouvion, sur le territoire de La Flamengrie (Aisne), et traversant Le Nouvion-en-Thiérache en son centre-ville. 
On parle d'Ancienne Sambre car c'est l'ancienne source de la Sambre qui fut capturée par l'Oise. Sur la carte de Cassini, une vallée sèche est représentée entre Boué et Oisy (orthographié Oizy) et on peut lire « Ancien lit de la Sambre », ce qui prouve que la capture est bien antérieure à la création du canal. Le Morteau permet désormais l'alimentation du réservoir du bief de partage du Canal de la Sambre à l'Oise.